# Partido de San Andrés de Giles
San Andrés de Giles es uno de los 135 partidos de la provincia argentina de Buenos Aires. Su cabecera es la ciudad de San Andrés de Giles.

## Geografía

### Límites
Limita con los partidos de Exaltación de la Cruz al noroeste, Mercedes al sur, Luján al sudeste, Suipacha al sudoeste, Carmen de Areco al oeste y San Antonio de Areco al noroeste. 
Ocupa 113.204 ha y presenta una población de 20.829 hab. (2001). La densidad es de 16,2 habitantes por km². El actual intendente es Miguel Gesualdi. Tiene una distancia de 103 km hasta Buenos Aires.

### Sismicidad
La región responde a las subfallas «del río Paraná», y «del río de la Plata», y a la falla de «Punta del Este», con sismicidad baja; y su última expresión se produjo el 5 de junio de 1888 (136 años), a las 3.20 UTC-3, con una magnitud aproximadamente de 5,0 en la escala de Richter (terremoto del Río de la Plata de 1888).
La Defensa Civil municipal debe advertir sobre escuchar y obedecer acerca de 
Área de
- Tormentas severas, poco periódicas, con Alerta Meteorológico
- Baja sismicidad, con silencio sísmico de 136 años

## Intendentes municipales desde 1983
| Intendente             | Mandato                                           | Partido |
| Julio César Rossi      | 10 de diciembre de 1983 - 10 de diciembre de 1987 | UCR     |
| Aldo Hugo Nascimbene   | 10 de diciembre de 1987 - 15 de octubre de 2001   | UCR     |
| Mario Eduardo Díaz     | 15 de octubre de 2001 - 10 de diciembre de 2003   | UCR     |
| Luis Alberto Ghione    | 10 de diciembre de 2003 - 26 de febrero de 2014   | PJ      |
| Carlos Javier Puglelli | 26 de febrero de 2014 - 10 de diciembre de 2021   | FR      |
| Miguel Ángel Gesualdi  | 10 de diciembre de 2021 - actualidad              | FR      |

## Localidades
Población según censo 2010.
- San Andrés de Giles  (cabecera del partido) 16.243 hab.
- Solís 1001 hab.
- Villa Ruiz 477 hab.
- Cucullú 551 hab.
- Azcuénaga 312 hab.
- Villa Espil 157 hab.
- Franklin 81 hab.

Parajes
- Espora
- Heavy
- Tuyutí
- La Florida
- Villa San Alberto
- Barrio El Candil (Buenos Aires)
- La Rosada
- km 108 (Buenos Aires)
- km 125 Paraje El Cóndor (Buenos Aires)
- Paraje Los Manueles o Boliche de Tejo
- Paraje La Primavera

## Población
Según los resultados definitivos del censo de 2022 la población del partido alcanza los 26.510 habitantes.

## Transporte
- Línea 500 (San Andrés de Giles)